# JDRF-Fonden for diabetesforskning
JDRF – Fonden for diabetesforskning er den danske afdeling af den internationale velgørenhedsorganisation Juvenile Diabetes Research Foundation. Fondens formål er støtte medicinsk forskning i bedre behandlingsmetoder og helbredelse af type 1 diabetes og følgesygdommene. Fonden blev startet i USA i 1970, og har i dag vokset sig til at være den største private sponsor af diabetesforskning i verden. Pr. 2007 har JDRF sponseret over 6 mia. kroner til denne forskning. Dansk forskning har i mange år nydt godt af fondens virke og fået tildelt 5 – 8 mio.kr.årligt.